# 大沃尔登
大沃尔登是德国下萨克森州的一个市镇。总面积12.35平方公里，总人口462人，其中男性236人，女性226人（2011年12月31日），人口密度37人/平方公里。